# 汉迪亚半岛

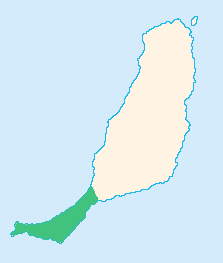
汉迪亚半岛在富埃特文图拉岛上的位置（绿色部分）

汉迪亚半岛是位于西班牙加那利群岛富埃特文图拉岛西南角的一个半岛。整个半岛处于帕哈拉市镇境内。半岛上有该岛屿的最高山峰，海拔为807米。半岛通过一个地峡与岛屿的其他地区相连。自1987年起，半岛上的大部分地区为自然保护区。
汉迪亚半岛南部和东部有一些度假海滩。西部有该岛上沙子最多的海滩，冲浪爱好者也喜欢来这里冲浪。半岛的北部有两个小渔村。